# Lîhaciv, Nosivka
Lîhaciv (în ucraineană Лихачів) este o comună în raionul Nosivka, regiunea Cernihiv, Ucraina, formată numai din satul de reședință.

## Demografie
Componența lingvistică a comunei Lîhaciv
     Ucraineană (98,76%)
     Rusă (1,24%)
Conform recensământului din 2001, majoritatea populației comunei Lîhaciv era vorbitoare de ucraineană (98,76%), existând în minoritate și vorbitori de rusă (1,24%).